# Башмачок Франше
Башмачо́к Франше (лат. Cypripedium franchetii) — травянистый многолетник, вид секции Macrantha рода башмачок (Cypripedium) семейства Орхидные (Orchidaceae).
Назван в честь французского ботаника и путешественника Адриена Франше.
Китайское название: 毛杓兰 (mao shao lan).
Относится к числу охраняемых видов (II приложение CITES).

## Синонимы
По данным Королевских ботанических садов в Кью:
- Cypripedium pulchrum Ames & Schltr., 1919
- Cypripedium macranthos var. villosum Hand.-Mazz., 1936
- Cypripedium rubronerve Cavestro, 2000

## Распространение и экология
Китай (Ганьсу, Чунцин, Хэнань, Хубэй, Шэньси, Сычуань)
Богатые гумусом и хорошо дренированные места в разреженных лесах, среди кустарников и на склонах, на высотах от 1500 до 3700 метров над уровнем моря.

## Ботаническое описание
Травянистые многолетники высотой 25—35 см.
Корневище толстое, короткое.
Стебель прямой, опушённый, особенно в верхней части.
Листьев 3—5. Листовые пластинки эллиптические, овально-эллиптические, 10—16 × 4—6,5 см, редко опушённые по жилкам, вершины заострённые.
Цветок одиночный, от пурпурно-красного до розового цвета, с более темными жилками.
Парус эллиптически-яйцевидный или яйцевидный, 4—5.5 × 2.5—3 см, редко опушенный по жилкам, вершина заостренная или коротко заостренная.
Лепестки ланцетные, 5—6 × 1—1.5 см, заострённые на вершине. Стаминодий яйцевидно-стреловидный к яйцевидному, 10—15 × 7—9 мм.
Губа 4—5.5 × 3—4 см.
Плод — коробочка.
Цветёт в мае—июне.
Башмачок Франше выглядит как типичный Cypripedium macranthos с немного удлиненным стаминодием более бледного цвета чем у большинства Cypripedium tibeticum. В отличие от Cypripedium tibeticum предпочитает более тенистые местообитания среди кустарников.

## В культуре
Из секции Macrantha, к которой относятся Cypripedium tibeticum, Cypripedium macranthos, Cypripedium calcicolum, Cypripedium franchetti, Cypripedium froschii, Cypripedium himalaicum, Cypripedium ludlowii и Cypripedium yunnanense, наиболее простым в содержании считается Cypripedium macranthos, так как только он не является горным растением и приспособлен к климатическим условиям равнин.
Широко культивируется, но остается достаточно редким в коллекциях. Агротехника аналогична Cyp. tibeticum и Cyp. calcicolum. 
Зоны зимостойкости: 4—6.
Почва бедная, хорошо дренированная.
Посадка может осуществляться, как в открытый грунт, так и в горшки, которые до деления растения, или только на время зимовки закапывают в грунт сада. Предпочтительны места затеняемые деревьями или кустарниками. Листья могут повреждаться моллюсками.

## Грексы
- Ann Elizabeth =(Cypripedium tibeticum × Cypripedium franchetii) Corkhill 2010
- Delphine =(Cypripedium kentuckiense × Cypripedium franchetii) Moors 2009
- Gerhard =(Cypripedium franchetii × Cypripedium farreri) W. Frosch 2005
- Hans Erni =(Cypripedium franchetii × Cypripedium calceolus) W. Frosch 2004
- Karl =(Cypripedium speciosum × Cypripedium franchetii) W. Frosch 2009
- Luke =(Cypripedium franchetii × Cypripedium froschii) P. Corkhill 2007
- Paul =(Cypripedium parviflorum × Cypripedium franchetii) W. Frosch 2009
- Pluto =(Cypripedium fasciolatum × Cypripedium franchetii) W. Frosch 2005
- Renate =(Cypripedium macranthos × Cypripedium franchetii) W. Frosch 2009